# Joseph-Maria Piel
Joseph-Maria Piel (Morhange, Lorena, 8 de junho de 1903 – Tréveris, 28 de maio de 1992) foi um filólogo e linguista alemão, destacado pelos seus estudos das línguas românicas, em particular do galego e do português, ao que dedicou boa parte dos seus trabalhos de antroponímia e toponímia.

## Biografia
Passou a sua infância em Tréveris. Estudou filologia nas universidades de Friburgo, Berlim e Bona, especializando-se em Filologia Românica. Foi aluno de Wilhelm Meyer-Lübke, figura dominante desses estudos, naquela época. Piel inclinou-se em primeiro para o francês, como comprova a sua tese doutoral (Die Mundart von Courtisols bei Châlons, "O dialeto de Courtisols em Châlons").
Mas poucos anos depois veio para Portugal, onde em 1926 foi leitor na Universidade de Coimbra. Casou em Lisboa, com a filha de uma família de comerciantes alemães aí radicados. Em 1938, foi professor de filologia, na Faculdade de Letras de Coimbra, o que lhe permitiu livrar-se da guerra nos anos seguintes. Em 1953, voltou ao seu país natal, para dar aulas de filologia românica na Universidade de Colónia, posto que ocupou até 1968, data em que regressou para Portugal, para ser professor de Linguística Portuguesa e Românica na Universidade de Lisboa, entre os anos de 1968 e 1979 ainda que alternava com cursos em Tréveris. 
Joseph Piel é considerado como a grande figura dos estudos das línguas românicas, deu a conhecer por exemplo o galego como língua independente. Os seus discípulos são, o doutor Dieter Kremer, Walter Metmann e o filólogo galego Ramón Lorenzo Vázquez, e o doutor Ivo de Castro, ex-aluno de Piel e antigo professor catedrático emérito do Departamento de Linguística Geral Românica da Faculdade de Letras da Universidade de Lisboa.

## Homenagens
- Em 1951 foi nomeado doutor Honoris Causa pela Universidade de Coimbra (letras)[2]
- Em 1978 foi nomeado doutor Honoris Causa pela Universidade de Santiago de Compostela[3]
- Em 1981 foi nomeado doutor Honoris Causa pela Universidade de Lisboa.[4]
- Em 1954, foi-lhe atribuído o grau de Comendador da Ordem Militar de Sant'Iago da Espada.[5]

## Obra
- Contribuções para o léxico etimológico português. Coímbra. Universidade de Coímbra. 1930.
- Os nomes germânicos na toponimia galego-portugués. Lisboa. Centro de Estudos Filológicos. Vol. I, 1936. Vol. II, 1945.
- Miscelânea de etimologia portugués e galega (primeira série). Coímbra. 1953, XII + 391 páxs.
- Hispano-gotisches Namenbuch (com Dieter Kremer). Heidelberg. 1976.

### Gramática
- Observações acerca do vocalismo mirandês, in Biblos, VI, 1930, páxs. 187-190.
- A formação dos substantivos abstractos em português, in Biblos, XVI, 1940, páxs. 211-273.
- Considerações sobre a metafonia portugués, in Biblos, 18, 1942, páxs. 365-371.

### Léxico e etimologia
- Os nomes populares da codorniz, in Revista de Portugal, série A, XV, 1949, pag. 57-65.
- Do grego-latino thalamus ao brasileiro tambo, in Ibérida, I, 1959, pag. 63-68.
- Beiträge zu einem galizischen etymologischen Wörterbuch, in Wort und Text. Festschrift für Fritz Schalk. Frankfurt am Main. 1963, pag. 83-100.
- Caractères Généraux et Sources du Lexique Galicien, in Actes du Xème Congrès International de Linguistique et Philologie Romane, III, París. 1965
- Apontamentos de etimologia galega, in Estudos Filológicos. Homenagem a Serafim da Silva Neto. Rio de Janeiro. 1967, pag. 149-154.
- Uma etimologia bem estabelecida, aventurosamente contestada: bravo < barbarus, in Verba. Anuario Galego de Filoloxía, 3, 1976, pag. 5-10.
- Galego abouxar, sardo (a)boginare, português bugiar, español voznar, in Revista de Dialectología y Tradiciones Populares, 32, 1976, pag. 461-466.

### Onomástica e toponímia
- As águas na toponímia galego-portuguesa, in Boletim de Filologia, VIII, 4, 1945-1947, pag. 305-342.
- Nomes de possessores latino-cristãos na toponímia asturo-galego-portuguesa, in Biblos, XXIII, 1947, pag. 143-202 e 283-407.
- Nomes de lugar referentes ao relêvo e ao aspecto geral do solo, in Revista Portuguesa de Filologia, I, 1947, pag. 168 e seg.
- Die ältesten Personennamen Kataloniens in ihrem Verhältnis zu den altspanischen und altsportugiesischen. Barcelona. 1954.
- Antroponimia germánica, in Enciclopedia Lingüística Hispánica, t. I. Madrid. 1960, pag. 421-444.
- Miscelânea toponímica peninsular, in Revista Portuguesa de Filologia, I, pag. 221 e seg
- Sobre uma suposta identificação do topónimo galego-português Groba, Grova etc, com o etnónimo pré-romano Grovii, in Verba. Anuario Galego de Filoloxía, 1, 1974, pag. 62-67.
- Vilarmosén, Rosén e outros topónimos congéneres da província de Orense, in Boletín Auriense, tomo 5, 1975, pag. 287-289.
- Sobre miragens de pré-história onomástico-lexical galega, a propósito do galego Becerreá, in Grial, 64, 1979, pag. 129-139.
- Respiga de antro-toponímia galega de origem latina, in Verba. Anuario Galego de Filoloxía, pag. 125-152.

### Obras literárias
- Livro dos Oficios de Marco Túlio Cicerón do qual tirou linguagem o Infante D. Pedro. Coímbra. Universidade de Coímbra. 1948.
- D. Duarte, Livro da ensinança de bem cavalgar toda sela. Lisboa. Casa da Moeda. 1986.